# Adèle Thorens Goumaz
Adèle Thorens Goumaz (Solothurn, 15 januari 1971) is een Zwitserse politica voor de Groene Partij van Zwitserland uit het kanton Vaud.

## Biografie
Adèle Thorens Goumaz behaalde een master in de filosofie, de geschiedenis en de politieke wetenschappen aan de Universiteit van Lausanne.
Van november 2002 tot november 2007 was ze lid van de gemeenteraad (wetgevende macht) van Lausanne. Vanaf april 2005 tot het einde van haar mandaat was ze fractieleidster van de Groene Partij in de gemeenteraad. Zij verliet de gemeenteraad nadat zij bij de parlementsverkiezingen van 21 oktober 2007 was verkozen in de Nationale Raad. In 2011 en in 2015 werd ze in deze functie herverkozen.
Sinds 21 april 2012 was ze co-voorzitster van haar partij, samen met Regula Rytz, als opvolgster van Ueli Leuenberger. Om familiale redenen verliet ze deze functie op 16 april 2016. Rytz ging verder als enige voorzitster van de partij en Lisa Mazzone vervoegde het partijbestuur als ondervoorzitster.
Bij de parlementsverkiezingen van 2019, de uitdraaiden op een overwinning van haar partij, werd Thorens Goumaz in de tweede ronde op 3 november 2019 verkozen in de Kantonsraad, samen met de liberaal Olivier Français. In de Kantonsraad volgde ze de socialiste Géraldine Savary op, die zich niet meer herverkiesbaar had gesteld. In 2023 kwam hij niet meer op.